# Firmin de Mende
Firmin de Mende ou Saint Firmin est un saint de l'Église catholique romaine. Évêque des Gabales, Firmin pourrait, à l'image de Saint Frézal plus tard s'être établi à Banassac.
Ce pourrait être le même personnage que Firmin d'Amiens, fêté le 25 septembre.

## Biographie
Si l'Église du Gévaudan est ancienne, les éléments de la vie de Saint Firmin sont peu connus. Cependant des anciens calendriers et livres liturgiques font tout de même mention de son culte au 14 janvier. La présence du diacre Genialis est attesté au concile d'Arles en 314, il venait de l'antique Anderitum, chef-lieu du peuple des Gabales. Cette ville devait être le siège de l'évêché jusqu'à son transfert à Mendes au Ve siècle. Firmin aurait donc été soit le dernier évêque de Javols (anciennement Anderitum), soit le premier de Mende.
L'évêque Saint Firmin serait mort en 402 à Banassac.
Firmin aurait été le quatrième évêque de Mende. Mais selon « Gallia Cristiana », il serait le troisième, après saint Privat de Mende. Dans d'autres catalogues anciens, il n'est même pas mentionné. Les dernières recherches historiques le placent au quatrième rang entre Genialis et Valère (mentionné en 531).

## Ses reliques
Il semble avoir été inhumé en l'église Saint-Médard de Banassac où son tombeau aurait été retrouvé.
En effet, la restauration de l'église de Banassac en 1956, a permis de découvrir l'enfeu de S. Firmin. Le corps aurait été déposé sous l'arc trilobé découvert lors de ces travaux,.
Il existe une tradition locale qui indique que Firmin aurait été enterré à La Canourgue.
Considéré comme saint, sa mémoire est célébrée localement. Au martyrologe romain sa fête est inscrite au 14 janvier mais dans le diocèse de Mende il est célébré le 19 janvier.